# Роман, Лика Викторовна
Лика Викторовна Роман (укр. Ліка Вікторівна Роман; род. 12 мая 1985, Ужгород) —  украинская модель, победительница национального конкурса «Мисс Украина» в 2007 году.

## Биография
Лика Роман родилась в Ужгороде в семье модельера и музыканта 12 мая 1985 года. В пять лет начала заниматься балетом. В 1993 году вместе с матерью пришла в протестантскую церковь. В 2002 году поступила поступила в Ужгородский филиал Киевского славистического университета международных отношений. С 2005 по 2007 год работала парикмахер-стилистом в салона «Скорпион» в Ужгороде.
По приглашению бывшей фотомодели Наталии Вороны решилась участвовать в конкурсе «Мисс Украина-2007», в котором победила 14 апреля 2007 года. 1 декабря 2007 года на китайском острове Хайнань в городе Санья приняла участие в финале конкурса «Мисс мира 2007».